# Kanton Marmande-Ouest
Der Kanton Marmande-Ouest war von 1973 bis 2015 ein französischer Wahlkreis im Arrondissement Marmande, im Département Lot-et-Garonne und in der ehemaligen Region Aquitanien.
Der Kanton umfasste Wahlberechtigte aus vier Gemeinden und aus dem westlichen Teil der Stadt Marmande (angegeben ist die gesamte Einwohnerzahl; im Kanton lebten etwa 9000 Einwohner von Marmande):
| Gemeinde           | Einwohner Jahr | Fläche km² | Bevölkerungsdichte | Code INSEE | Postleitzahl |
| ------------------ | -------------- | ---------- | ------------------ | ---------- | ------------ |
| Beaupuy            | 1594 (2013)    | 8,17       | 195 Einw./km²      | 47024      | 47200        |
| Marmande           | 18.028 (2013)  | –          | – Einw./km²        | 47157      | 47200        |
| Mauvezin-sur-Gupie | 567 (2013)     | 15,8       | 36 Einw./km²       | 47163      | 47200        |
| Sainte-Bazeille    | 3143 (2013)    | 20,67      | 152 Einw./km²      | 47233      | 47180        |
| Saint-Martin-Petit | 502 (2013)     | 6,39       | 79 Einw./km²       | 47257      | 47180        |